# Frank Baumann
Frank Baumann (Wurzburgo, Baviera, 29 de octubre de 1975) es un exfutbolista alemán que jugaba de centrocampista. Desde 2016 es director deportivo del Werder Bremen.

## Trayectoria
Habiendo comenzado a jugar con el F. C. Núremberg como mediocampista, el talento de Baumann se vio pronto reconocido como defensor. En 1999 fue transferido al Werder Bremen, donde se convirtió en capitán del club. Se retiró de la actividad profesional al concluir la temporada 2008-09. En su estancia en el conjunto de Bremen ganó 4 títulos nacionales y el subcampeonato de la Copa de la UEFA en su última edición.

## Selección nacional
Hasta marzo de 2005, Baumann jugó 28 partidos a nivel internacional, marcando dos goles. Su debut con la selección alemana se dio el 14 de noviembre de 1999, en la victoria por 1-0 sobre Noruega en Oslo. También jugó la Copa Mundial de Fútbol de 2002 y la Eurocopa 2004.

### Participaciones en Copas del Mundo
| Mundial                        | Sede                  | Resultado  |
| ------------------------------ | --------------------- | ---------- |
| Copa Mundial de Fútbol de 2002 | Corea del Sur y Japón | Subcampeón |

### Participaciones en Eurocopa
| Torneo        | Sede     | Resultado    |
| ------------- | -------- | ------------ |
| Eurocopa 2004 | Portugal | Primera fase |

## Clubes
| Club               | País     | Año       |
| ------------------ | -------- | --------- |
| 1. F. C. Núremberg | Alemania | 1994-1999 |
| Werder Bremen      | Alemania | 1999-2009 |

## Palmarés
| Título           | Club          | País     | Año  |
| ---------------- | ------------- | -------- | ---- |
| Bundesliga       | Werder Bremen | Alemania | 2004 |
| Copa de Alemania | Werder Bremen | Alemania | 2004 |
| Copa de la Liga  | Werder Bremen | Alemania | 2006 |
| Copa de Alemania | Werder Bremen | Alemania | 2009 |